# Marisa Pedulla
Marisa Lee Pedulla (ur. 25 kwietnia 1969) – amerykańska judoczka. Olimpijka z Atlanty 1996, gdzie zajęła siódme miejsce w wadze półlekkiej.
Uczestniczka mistrzostw świata w 1997. Startowała w Pucharze Świata w latach 1995–1997. Brązowa medalistka mistrzostw panamerykańskich w 1997 roku.

## Letnie Igrzyska Olimpijskie 1996
| Konkurencja | Rundy eliminacyjne     | Rundy eliminacyjne         | Rundy eliminacyjne           | Repasaże                     | Repasaże               | Klas. końcowa |
| Konkurencja | 1/32                   | 1/16                       | 1/4                          | Przeciwnik I                 | Przeciwnik II          | Miejsce       |
| ----------- | ---------------------- | -------------------------- | ---------------------------- | ---------------------------- | ---------------------- | ------------- |
| 52 kg       | Heidi Goossens (BEL) Z | Katiuska Santaella (VEN) Z | Marie-Claire Restoux (FRA) P | Cathy Grainger-Brain (AUS) Z | Almudena Muñoz (ESP) P | 7.            |